# Maldiverne ved OL
Maldiverne deltog første gang i olympiske lege under Sommer-OL 1988 i Seoul og har siden deltaget i samtlige sommerlege. De har aldrig deltaget i vinterlege. Maldiverne har aldrig vundet medaljer.

## Medaljeoversigt
| Maldivernes medaljer under de olympiske sommerlege | Maldivernes medaljer under de olympiske sommerlege | Maldivernes medaljer under de olympiske sommerlege | Maldivernes medaljer under de olympiske sommerlege | Maldivernes medaljer under de olympiske sommerlege | Maldivernes medaljer under de olympiske sommerlege |
| -------------------------------------------------- | -------------------------------------------------- | -------------------------------------------------- | -------------------------------------------------- | -------------------------------------------------- | -------------------------------------------------- |
| Lege                                               | Guld                                               | Sølv                                               | Bronze                                             | Totalt                                             | Rang                                               |
| 1988 Seoul                                         | 0                                                  | 0                                                  | 0                                                  | 0                                                  | –                                                  |
| 1992 Barcelona                                     | 0                                                  | 0                                                  | 0                                                  | 0                                                  | –                                                  |
| 1996 Atlanta                                       | 0                                                  | 0                                                  | 0                                                  | 0                                                  | –                                                  |
| 2000 Sydney                                        | 0                                                  | 0                                                  | 0                                                  | 0                                                  | –                                                  |
| 2004 Athen                                         | 0                                                  | 0                                                  | 0                                                  | 0                                                  | –                                                  |
| 2008 Beijing                                       | 0                                                  | 0                                                  | 0                                                  | 0                                                  | –                                                  |
| 2012 London                                        | 0                                                  | 0                                                  | 0                                                  | 0                                                  | –                                                  |
| 2016 Rio de Janeiro                                | 0                                                  | 0                                                  | 0                                                  | 0                                                  | –                                                  |
| 2020 Tokyo                                         |                                                    |                                                    |                                                    |                                                    | –                                                  |
| Totalt                                             | 0                                                  | 0                                                  | 0                                                  | 0                                                  |                                                    |